# Thurion
Thurion (altgriechisch Θούριον, lateinisch Thurium Mons) ist der antike Name eines Gebirgszugs am östlichen Rand der Ebene von Chaironeia in Boiotien. An dessen nördlichem Rand, an der Straße von Cheronia nach Livadia, befindet sich das heutige Dorf Thourio. Auf dem Petrarchos, einem Ausläufer des nordwestlichen Teils des Thurion, befand sich die Akropolis von Chaironeia.
Zum Thurion gehört auch der Orthopagos, ein steil aufragender Hügel am Rand der Ebene unmittelbar bei Chaironeia, wo 86 v. Chr. die zweite Schlacht bei Chaironeia stattfand, in welcher der römische Feldherr Sulla die Truppen des Mithridates unter Archelaos vernichtend schlug. Nach dem Bericht des Plutarch wurde von Sulla auf dem Orthopagos ein Monument mit den Namen zweier Griechen aus Chaironeia, Homoloichos und Anaxidamos, errichtet, die Sulla einen entscheidenden taktischen Vorteil verschafft hatten, indem sie ihm einen dem Feind unbekannten Bergpfad auf den Thurion wiesen. Dieses Monument, ein etwa 1 Meter breiter und 30 Zentimeter hoher Marmorblock, wurde im Februar 1990 von John Camp und einer Gruppe von Studenten der UCLA gefunden, wodurch der Ort der Schlacht eindeutig lokalisiert werden konnte.
Am Fuß des Orthopagos befand sich auch ein Tempel des Apollon Thurios.